# 聖克里斯托瓦爾市 (塔奇拉州)

聖克里斯托瓦爾市（西班牙語：Municipio San Cristóbal），是委內瑞拉的一個市，位於該國西南部塔奇拉州，首府設於聖克里斯托瓦爾，面積241平方公里，海拔高度818米，2011年人口351,061，人口密度每平方公里1,188.6人。